# Gardenia grievei
Gardenia grievei là một loài thực vật thuộc họ Rubiaceae. Đây là loài đặc hữu của Fiji.